# Чорба

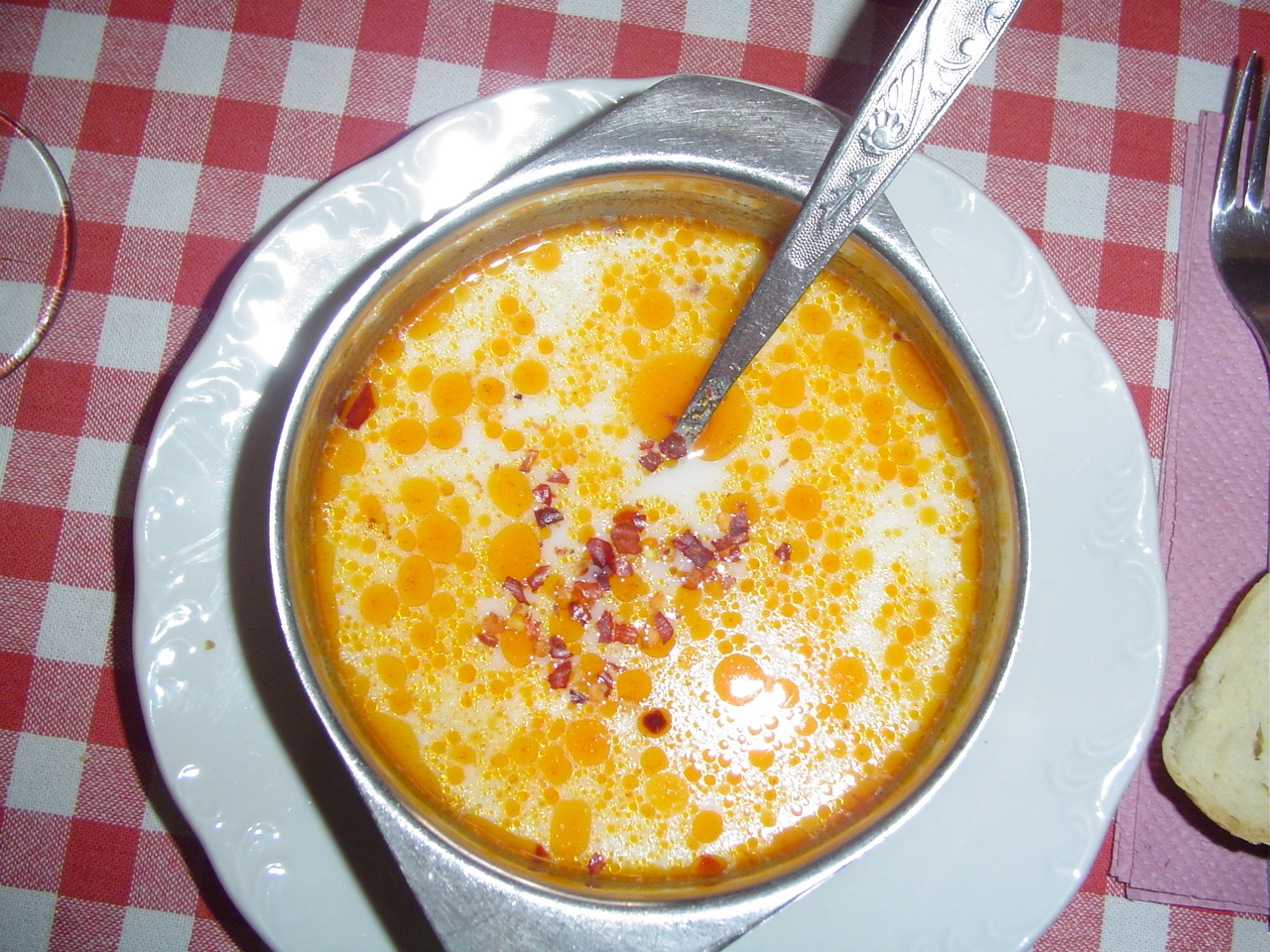
Шкембе-чорба (болгарська страва)

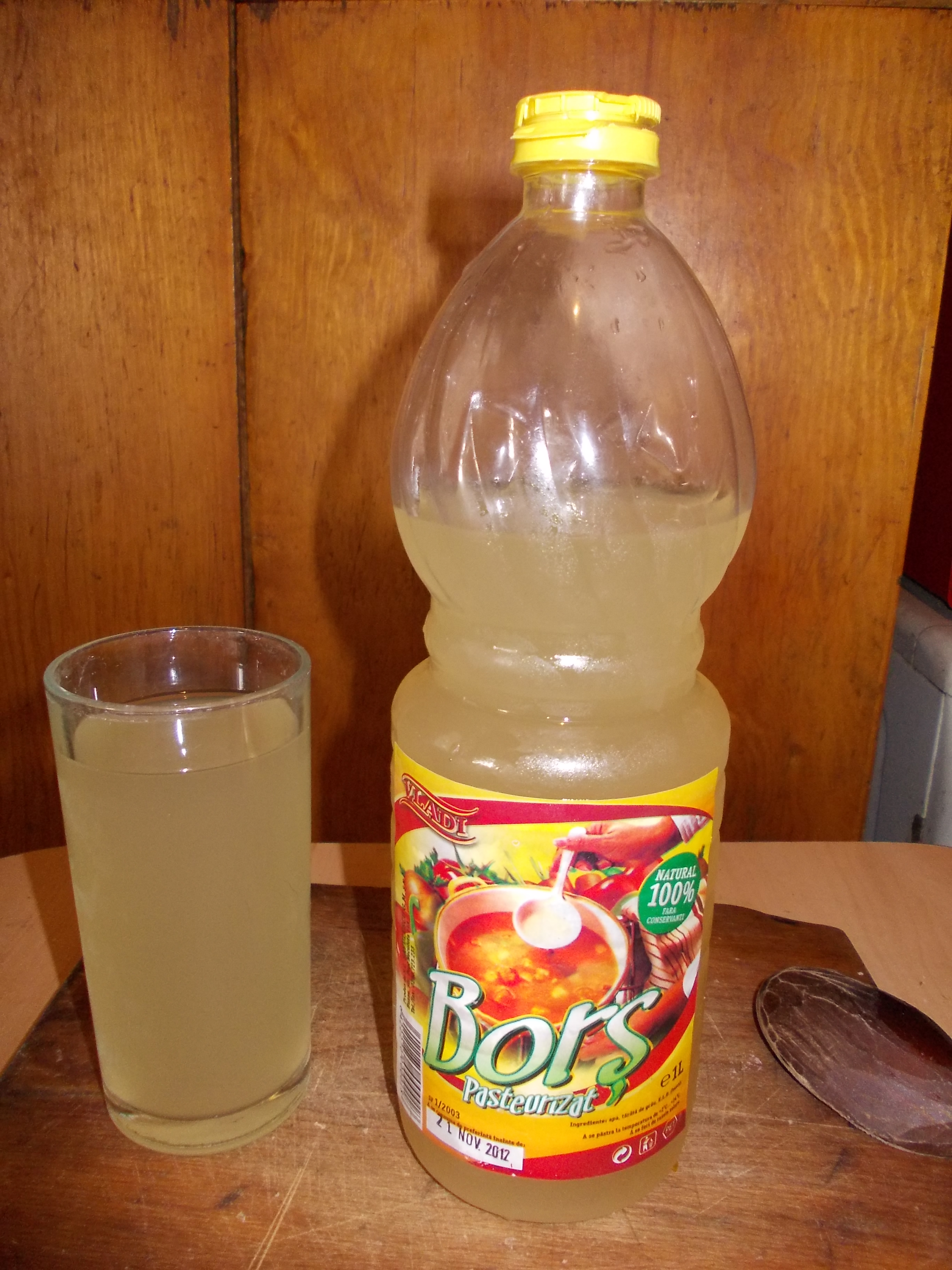
Борш — висівковий квас, на якому готують чорбу

Чорба (рум. ciorbă) — кислий суп із заправкою та з м'ясом або птицею, до складу якого входить квас з висівок. Чорбу їдять гарячою, в обід. 

## Походження назви
Назва має перське коріння і походить від турецького слова Çorba (шурпа). Це слово по-різному вимовляється на Близькому і Середньому Сході, з нього пішли назви різних за складом і технологією приготування супів тюркських народів і народів, що жили на території Османської імперії: шурпа, шурбо, щорба, шурьба, шюрьпе, шорпа, шурва.
Кожна фонетична та орфографічна варіація даного слова перетворилася на самостійне кулінарне поняття, оскільки вона виявилася пов'язаною з національними стравами різних народів, що позначали майже однаковим словом різне значення.

## Приготування
Співвідношення квасу і води в чорбі постійне — 1:2 (тобто на кожен літр води - півлітра квасу). Для справжньої молдавської чорби квас зазвичай готують особливий — з пшеничних висівок, але, в крайньому випадку, його можна замінити звичайним хлібним квасом. Цей квас кип'ятять окремо і вливають в чорбу за 5 хвилин до повної готовності. Набір продуктів в чорбі в основному сталий, змінюється лише м'ясо — яловичина, молодий баранчик, півень, курячі потрухи — і в зв'язку з цим який-небудь один овочевий компонент. До чорби неодмінно входять морква, цибуля, петрушка, селера, помідори і пряна зелень — порей, кріп, любисток або естрагон. Змінні компоненти: квасоля, картопля, капуста, солодкий перець, рис (замінює в деяких чорбах картоплю). 
Овочі до чорби закладають свіжі, переважно молоді й у жодному разі не обсмажені. Цим чорби принципово відрізняються від українських борщів та інших так званих заправних супів.

## Популярність
Популярний в Молдові, Румунії, Македонії, Чорногорії, Болгарії та Туреччині.
Широковідомі і популярні: чорба з яловичого шлунку, чорба з курячих тельбухів, чорба з фрикадельками. Чорбу заправляють оцтом, додають сметану, часник. Найуживаніший вид чорби — з коров'ячого шлунку.
Чорбу з тельбухів готують після багатих обідів, що плавно переходять у вечерю, на весіллях. Як правило, готують рано вранці, для того щоб зняти втому. До чорби обов'язково подають сметану і гіркий перець. Існують й інші перші страва: м'ясні, овочеві супи. При їх приготуванні використовують дуже багато зелені.